# Francisco Pinochet
Francisco Segundo Pinochet Cifuentes (* 15. Dezember 1947; † 10. Mai 1990) war ein chilenischer Fußballspieler. Der Abwehrspieler absolvierte zehn Länderspiele für Chile und wurde auf Vereinsebene 1974 chilenischer Meister.

## Karriere

### Verein
Francisco Pinochet, auch Pinocho genannt, begann seine Profikarriere 1968 bei Deportes Concepción. Beim Klub aus der zweitgrößten Stadt Chiles spielte der Verteidiger bis 1972 und wechselte dann zum CD Huachipato. Mit den Acereros gewann er die Meisterschaft 1974, die erste für Huachipato in der Klubgeschichte, und qualifizierte sich so für die Copa Libertadores 1975, bei der der Klub aus Talcahuano allerdings in der ersten Gruppenphase als Zweiter hinter dem Ligakonkurrenten und späteren Finalisten Unión Española ausschied.

### Nationalmannschaft
Francisco Pinochet debütierte im Juli 1971 unter dem Trainerduo Luis Vera/Raúl Pino beim Freundschaftsspiel gegen Paraguay. Bis 1975 absolvierte der Abwehrspieler zehn Länderspiele für Chile. Das letzte Spiel im Nationaltrikot bestritt Pinocho in der Copa Juan Pinto Durán gegen Uruguay im Juni 1975.

## Erfolge
Huachipato
- Primera División: 1974